# Miguel Poveda
Miguel Poveda   (Barcelona, 13 de febrer de 1973) és un cantaor de flamenc català i cantant d'altres gèneres de música popular.

## Biografia artística
Cantaor de flamenc i intèrpret d'altres gèneres musicals amb els que enriqueix la seva trajectòria artística en una experimentació constant dins la seva obra, gèneres com la copla, el tango, el bolero o el fado no li són aliens, encara que el flamenc sigui des dels seus inicis la seva música de partença, deixa la seva pròpia petjada amb arrel flamenca en la interpretació d'altres tipus de músiques.
Poveda s'interessa per anar més enllà de la imatge tòpica del cantautor típic i s'endinsa en altres terrenys artístics que no sempre són ben vistos pel món del flamenc més ortodox. Mostra del seu interès per cercar l'art en altres gèneres musicals són les seves nombroses col·laboracions amb altres artistes de disciplines ben diverses, treballs que donen a conèixer la seva veu a uns altres públics no habituats al flamenc.
Pel seu origen català, nascut a Badalona, amb pare de Múrcia i mare de Castella-La Manxa, sense cap ascendència andalusa, trobà més dificultats en els seus inicis que gràcies al seu talent finalment aconsegueix vèncer per a créixer artísticament com a cantautor des de Barcelona. Comença a cantar el 1988, però és en el 33 Festival Nacional del Cante de las Minas de La Unión (Múrcia) de 1993 quan és reconegut el seu valor artístic a un nivell més professional. Després del seu creixement artístic i personal, el 2003 trasllada la seva residència a Sevilla per ser més a prop de les fonts de l'art flamenc, sense oblidar Catalunya en la seva trajectòria musical, com ho demostra posteriorment amb el seu disc Desglaç.
Desglaç és una original i arriscada aposta d'interpretació de Miguel Poveda, per primera vegada enregistra en català, és un disc en què dona vida musical a una encertada selecció d'obres de diferents poetes en llengua catalana en una producció discogràfica d'exquisida sensibilitat amb música de diferents autors, per primer cop s'edita un disc complet en català en la veu d'un cantaor de Música flamenca, amb magnífica acceptació de part del públic i la crítica, disc amb el qual aconsegueix establir ponts entre la cultura catalana i el món flamenc, despertant l'interès entre públics d'ambdues cultures. En cap moment però, deixa de cantar la seva música d'arrel, el flamenc, encara que durant l'edició d'aquesta i altres produccions no estrictament flamenques i en algunes col·laboracions alterna concerts de presentació dels mateixos amb recitals de cant flamenc.
Una col·laboració artística de Agustí Fernández i Miguel Poveda per a un concert de l'Espai de Barcelona en el 2003 va ser l'embrió de "Desglaç", allà es van poder escoltar per primera vegada alguns dels temes originals que van formar part més tard del disc. També el 2005 es presenta una evolució del mateix espectacle "Invocacions", una fusió de gèneres que es va presentar al Teatre Lliure de Barcelona del 2 al 5 de juny de 2005 partint de la música creada per Agustí Fernández i Miguel Poveda, mentre el ballarí Andrés Corchero oferia una dansa delicada i callada, il·luminada per una selecció de poemes de José Ángel Valente, Jacint Verdaguer, Miquel Martí i Pol i Jaime Gil de Biedma.
I en 2005 fa una primera presentació de Desglaç, amb textos de poetes en llengua catalana, Poveda és l'autor d'alguna de les melodies, els poetes escollits són Jacint Verdaguer, Valentí Gómez i Oliver, Joan Margarit i Consarnau, Maria Mercè Marçal amb dos poemes, Joan Brossa, Enric Casasses, Narcís Comadira, Joan Barceló, Josep Piera, Sebastià Alzamora i Gabriel Ferrater, també canta en directe durant la gira un poema de Jaime Gil de Biedma, presentació en directe que té lloc durant els anys 2005, 2006 i 2007, en la gravació del disc participen amb les seves veus el bolerista Moncho i el cantautor Miquel Gil.
També en català i en 2007 destaca la seva col·laboració amb Maria del Mar Bonet en un treball conjunt no enregistrat en disc que presenten el 4 de maig de 2007 a Nova York amb el títol "Els treballs i els dies" en l'Auditori del Metropolitan Museum, el concert és un dels actes del programa cultural "Made in CataluNYa, Catalan Culture in New York". L'espectacle es presenta també al Festival Grec de Barcelona el 24 de juliol, forma part de l'acte institucional de la Diada Nacional de Catalunya l'11 de setembre al Parc de la Ciutadella de Barcelona, també es presenta al Mercat de Música Viva de Vic (Barcelona) el 12 de setembre i finalment el 13 d'octubre de 2007 a la Sala Mozart de l'Alte Oper de Frankfurt a Alemanya, dins dels actes de la Fira Internacional del Llibre.
En 2006 havia publicat el seu disc flamenc "Tierra de calma" amb el guitarrista Juan Carlos Romero i el 2008 el directe "Cante i Orquestra" enregistrat en un concert al Festival Castell de Peralada el 4 d'agost de 2007 amb Joan Albert Amargós i Chicuelo.
En 2009 es publica "Coplas del querer", un doble cd amb en que reinterpreta temes de la copla andalusa clàssica acompanyat de Joan Albert Amargós i de Juan Gómez "Chicuelo", amb gran èxit de vendes. El 2010 publica el dvd enregistrat en directe al concert del Gran Teatre del Liceu de Barcelona de 7 de desembre de 2009 amb el títol "Coplas del querer en directe des del Gran Teatre del Liceu".
L'any 2011 fou guardonat amb el Premi Nacional de Música pel seu talent i rigor al servei del flamenc, amb apostes sempre innovadores com el seu espectacle "Historias de viva voz" en què investiga i recrea el llegat flamenc culte i popular. El 2012 és guardonat amb la Medalla d'Andalucia i publica el seu disc flamenc "arteSano", i el cd+dvd "Real" enregistrat en directe en concert en el Teatre Real de Madrid el 8 de maig de 2012, amb aquest treball és nominat als premis Grammy Llatins 2013 a "Millor album de música flamenca".
El 4 de març de 2016 va rebre el títol de Fill Predilecte de Badalona. El 2 de desembre de 2016 es publica el dvd amb el documental "13." que reflecteix la seva trajectòria artística, inclou un cd de recopilació d'algunes de les seves col·laboracions amb altres músics celebrant 25 anys de música.
El 2018 publica el disc Enlorquecido dedicat a la figura del poeta Federico García Lorca, del que farà una gira de concerts. En aquest mateix any, Miguel Poveda fa 30 anys de carrera i per a celebrar-ho publica el disc doble El tiempo pasa volando, un dedicat a cants flamencs tradicionals i un altre a referències musicals i sentimentals dels anys del seus inicis artístics.
Va actuar en la segona semifinal del Benidorm Fest 2023 com a artista convidat.

## Discografia

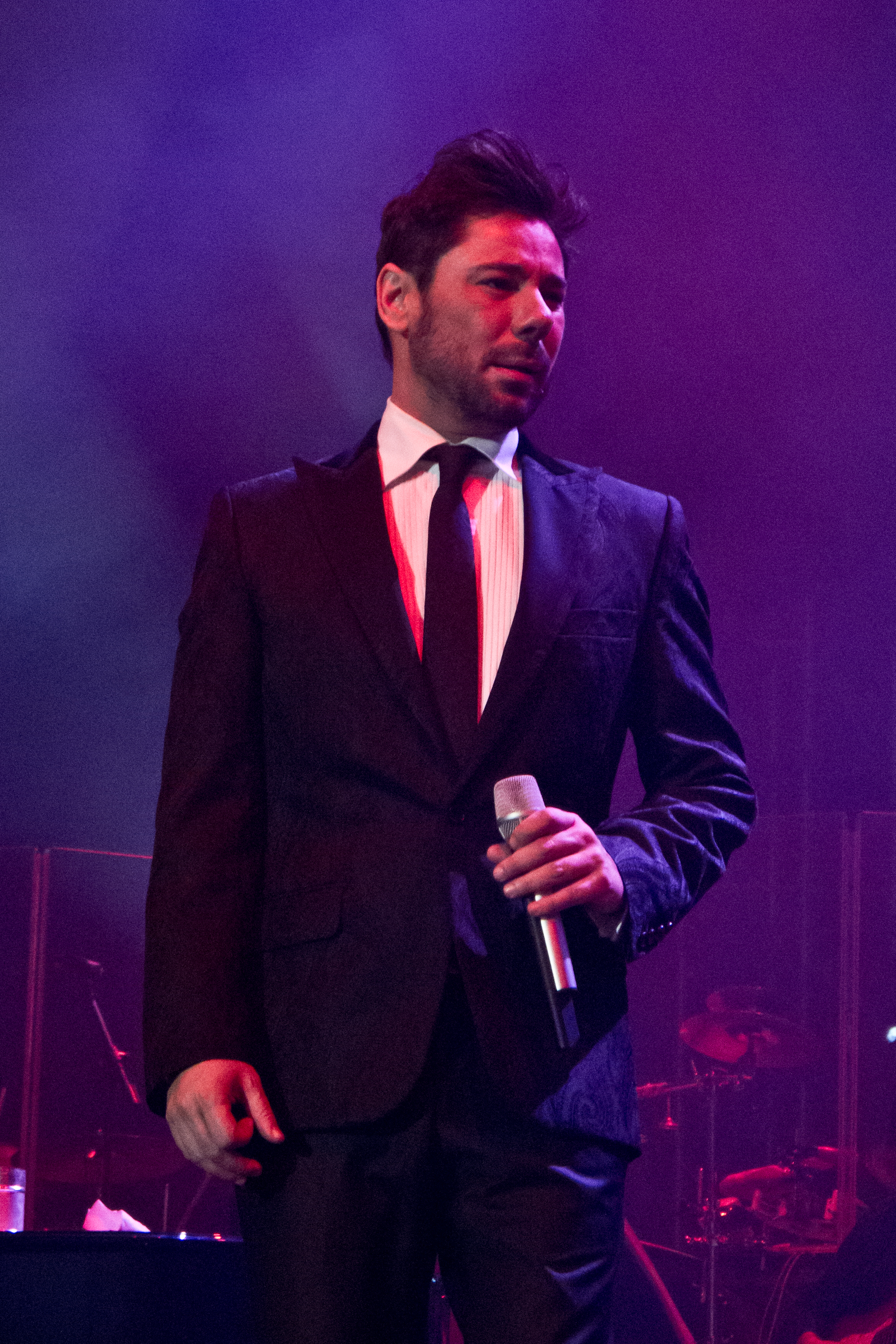
Miguel Poveda en 2012.

### Discografia oficial
| Any  | Títol | Discogràfica                    |
| ---- | --- | ------------------------------- |
| 1995 | Viento del este | Nuevos Medios                   |
| 1998 | Suena flamenco | Harmonía Mundi                  |
| 2001 | Zaguán | Harmonía Mundi                  |
| 2004 | Poemas del exilio de Rafael Alberti | Harmonía Mundi                  |
| 2005 | Desglaç | Discmedi-Taller de Músics       |
| 2006 | Tierra de calma | Discmedi                        |
| 2008 | Cante i Orquestra | Discmedi-Singulars Peralada     |
| 2009 | Coplas del querer | Universal - Discmedi            |
| 2010 | Coplas del querer en directo desde el Gran Teatre del Liceu (dvd)                                                                                              | Universal - Discmedi            |
| 2012 | arteSano | Universal Music - Discmedi Blau |
| 2012 | Real (cd+dvd enregistrat en directe en concert al Teatre Real de Madrid el 8 de maig de 2012)                                                                  | Universal Music                 |
| 2013 | Diálogos. De Buenos Aires a Granada amb Rodolfo Mederos (cd de tangos argentins enregistrat en directe en concerts a Buenos Aires el 2006 i a Granada el 2010) | Universal Music                 |
| 2015 | Sonetos y poemas para la libertad | Universal Music                 |
| 2018 | Enlorquecido, dedicat a Federico García Lorca | Carta Blanca Records            |
| 2018 | El tiempo pasa volando | Carta Blanca Records            |
| 2021 | Diverso | Carta Blanca Records            |
| 2024 | Poema del cante jondo amb Jesús Guerrero (guitarrista) | Universal Music                 |

### Participació en CD col·lectius flamencs
| Any edició/discogràfica | Títol | Temes |
| ----------------------- | --- | --- |
| 1994-Nuevos Medios      | XXXIII Festival Nacional Cante de las Minas La Unión 1993                                                                          | CD1 Trabajando noche y día i El rundio. CD2 Compañerico mio i El remedio |
| 1997                    | Badalona interpreta:Flamenco. Volumen 1                                                                                            | A fuerza de martillazos i Me sobran las penas |
| 1998                    | Badalona interpreta:Flamenco. Volumen 2                                                                                            | El mando i Quien tenga pena |
| 2001-Big Bang           | Antologia Cante de las Minas 1993-2001 (doble CD)                                                                                  | El remedio |
| 2001-RTVE               | Festival Nacional Cante de las Minas.Antología Volumen 2                                                                           | Malagueña i Mineras amb Juan Ramón Caro a la guitarra |
| 2002-RTVE               | Festival Internacional Cante de las Minas. Antología Volumen 3                                                                     | Tientos-tangos |
| 2002-RTVE               | 5 CD Antología Festival de Cante de las Minas                                                                                      | |
| 2003-RTVE               | Festival Internacional Cante de las Minas. Antología Volumen 4                                                                     | Soleá |
| 2003                    | Voces flamencas de Badalona | Remedio le pido a Dios (tientos-tangos) i Doblando una esquina (alegrías) |
| 2003-BMG                | Tributo Flamenco a Don Juan Valderrama                                                                                             | La rosa cautiva (milonga) amb Juan Habichuela a la guitarra |
| 2003-Virgin             | Territorio flamenco | Cuesta abajo (tango argentí), de l'espectacle col·lectiu de títol Territorio flamenco, presentat en directe a Madrid (Teatro Lope de Vega, 12 d'abril el 2004 i al Carnegie Hall de Nova York el 13 de febrer de 2005, al Flamenco Festival USA 2005) |
| 2007-Star Music         | Festival Nacional de Cante Yunque Flamenco de Santa Coloma de Gramenet. Doble CD Grabaciones 1990-1994. FECAC XXV Aniversario      | Malagueñas |
| 2007-Canal Sur          | Una llama viva, serie documental sobre flamenc dirigida per José Luis Ortiz Nuevo. Emesa per Canal Sur Televisión i editada en DVD | Miguel Poveda surt en els capítols 10, 20 i 39 |
| 2008-RTVE Música        | Ellos dan el cante. Actuaciones históricas (doble CD)                                                                              | Me encomendé (Malagueña de El Mellizo), a la guitarra Juan Ramón Caro. XXXIII Festival Internacional de Cante de las Minas de La Unión, 1993. |
| 2013-Universal Music    | Para la libertad. Los flamencos cantan a Miguel Hernández                                                                          | Homenatge flamenc col·lectiu al poeta Miguel Hernández. Para la libertad, amb música de Juan Gómez "Chicuelo". |

### Col·laboracions en discos d'altres artistes
| Any edició / Discogràfica                               | Artista                                                                                                  | Disc i temes que canta Miguel Poveda |
| ------------------------------------------------------- | --- | --- |
| 2000-Ventilador Music                                   | Adolfo Osta                                                                                              | Alba que no tiene tarde: Suerte i Vida y muerte |
| 2001-Harmonía Mundi                                     | Juan Gómez "Chicuelo"                                                                                    | Cómplices: A la isla |
| 2002-Universal                                          | Juan Habichuela                                                                                          | Campo del Príncipe: Valparaíso |
| 2003-Harmonía Mundi y 2007-World Village Harmonía Mundi | Marina Rossell                                                                                           | Marítim i Clàssics Catalans: Queda´t de mi alguna cosa, amb música de Juan Gómez "Chicuelo" |
| 2003-Nuevos Medios                                      | Pepe Habichuela                                                                                          | Colección Nuevos Medios - 20 años: El remedio |
| 2003-Coda Music y 2005-Rose Sound                       | Kantaka                                                                                                  | La música de mi silencio i Ángel: Metío en un lío |
| 2003-Bujío Producciones i 2005-Karonte per a FNAC       | Sergio Monroy                                                                                            | Monroy i Encuentro flamenco (recopilatori col·lectiu flamenc): Pena de ti |
| 2004-Harmonía Mundi                                     | Jordi Bonell                                                                                             | Agua madre: Te llenaré de luz |
| 2004-New Mood Jazz                                      | José Reinoso & Antonio Serrano                                                                           | El corazón al sur: Sus ojos se cerraron i Ella que pasa |
| 2004-BMG                                                | Neruda en el corazón-Homenatge col·lectiu al poeta Pablo Neruda                                          | Neruda en el corazón:Me peina el viento los cabellos, amb música d'Enric Palomar (presentat en directe el 5 de juliol de 2004 al Palau Sant Jordi de Barcelona, dintre dels actes del Fòrum Universal de les Cultures 2004. Arxivat 2008-06-05 a Wayback Machine.) |
| 2004-Trotamusic                                         | Tino Van der Sman                                                                                        | Desatino flamenco: Desatino |
| 2004-2005-Caronte Music                                 | Marcelo Mercadante                                                                                       | Contrabaix (CD col·lectiu editat amb la revista Jaç nº 5 de desembre 2004 i a Con un taladro en el corazón: Tal vez |
| 2005-Senador Music                                      | Hugo Salazar                                                                                             | Hugo: Alma |
| 2005                                                    | Asociación Flamenca Aires de la Viña                                                                     | Nochebuena en la Viña: A Lola (homenatge a Lola Flores, composta per José Luis Figuereo El Barrio |
| 2006-Harmonía Mundi                                     | Qawwali Flamenco                                                                                         | Amb Duquende, Juan Gómez "Chicuelo" i el músic pakistanès Faiz Ali Faiz |
| 2006-Iberautor                                          | Colección La palabra más tuya                                                                            | CD Cantando a Alberti: A la soledad me vine, amb música d'Enric Palomar |
| 2006-Discmedi                                           | Per al meu amic Serrat (triple CD homenatge a Joan Manuel Serrat                                         | Per al meu amic Serrat: El meu carrer, primera versió d'aquesta cançó de Serrat. |
| 2006-TV3                                                | La Marató de TV3 2006 (disc col·lectiu benéfic)                                                          | La Marató de TV3 2006: Piensa en mí (bolero de Agustín Lara) |
| 2006-DBN Distribuidora Belgrano Norte de Argentina      | Rodolfo Mederos                                                                                          | Comunidad: Fuimos, tango argentí de Homero Manzi i José Dames |
| 2007-Acqua                                              | Marcelo Mercadante                                                                                       | Suburbios del alma: tres nous tangos: Esa palabra, Sombra victoriosa i Más nada, amb lletra i música de Marcelo Mercadante i Pablo Marchetti |
| 2007-Emi                                                | Duet amb Mariza                                                                                          | Banda sonora original (B.S.O.) de la pel·lícula Fados de Carlos Saura: el fado Meu fado meu |
| 2008-Dro Atlantic                                       | Duet amb La Shica                                                                                        | CD Trabajito de chinos, al tema Carnes paralelas |
| 2008-Flamenco World Music                               | Productor del disc de la cantaora flamenca Encarna Anillo                                                | CD Barcas de plata, cante a la buleria Dulce veneno |
| 2008-Flamenco World Music                               | Jesús Torres (guitarrista)                                                                               | Viento del norte, canta la malaguenya amb jabera Mármol de espuma |
| 2008-Verve                                              | Perico Sambeat (saxofonista)                                                                             | Flamenco Big Band, veu a 5 dels 8 temes: Cauce, Nido del aire, Soledad Sonora, Olhaíl i Guajira para Duke |
| 2009-Emi                                                | Col·laboració en la banda sonora original (B.S.O.) de la pel·lícula Los abrazos rotos de Pedro Almodóvar | A ciegas de Quintero, León i Quiroga |
| 2009-La Luz Producciones                                | Juan Ramón Caro (guitarrista)                                                                            | Rosa de los Vientos, interpreta les "cantiñas" gaditanes Valle del sol. |
| 2009-Bujío Producciones                                 | Pansequito (cantaor)                                                                                     | Un canto a la libertad, interpreta les buleries María Elena. |
| 2009-El Volcán Música-Emi Music                         | Zenet | Los mares de China (edició especial), interpreta Soñar contigo. |
| 2010-Sony Music                                         | Joan Manuel Serrat                                                                                       | Hijo de la luz y de la sombra, acompanya a Serrat en el tema Dale que dale del poema de Miguel Hernández El silbo del dale. |
| 2010-Universal Music                                    | Eva Cortés                                                                                               | El mar de mi vida, duet en francès i espanyol del tema "C'est si bon". |
| 2010-Warner Music                                       | Pastora Soler                                                                                            | 15 años, duet interpretant la copla "Sólo vivo pa'quererte" de Quintero, León y Quiroga. |
| 2010-Sony Music                                         | José Manuel Zapata                                                                                       | Tango. Mano a mano con..., duet interpretant el tango "El corazón al sur" d'Eladia Blázquez. |
| 2010-Vale Music                                         | Cantores de Híspalis y Pascual González                                                                  | La gran fiesta de las sevillanas. 35 años de éxitos, amb el grup interpreta la sevillana "Cantaré". |
| 2011-Salobre                                            | Carmen Linares                                                                                           | Remembranzas, en duet canten el fandango "La luz que a mi me alumbraba" i la toná "Canto de la resignación", enregistrats en directe al Teatro Maestranza de Sevilla el 5 de febrer de 2011                                                                        |
| 2011-Discmedi Blau                                      | Los Alpresa                                                                                              | Tiempo de cantar, amb el grup canta "Cantar yo quiero" |
| 2011-Mansi Producciones                                 | Pedro Guerra                                                                                             | El mono espabilado, en duet canten "Mi locura" |
| 2011-Karonte                                            | Carmelilla Montoya                                                                                       | Homenaje, en duet canten les buleries "Sensaciones" |
| 2012-Sony Music                                         | Isabel Pantoja                                                                                           | A su manera (CD+DVD), en duet amb Isabel Pantoja canta "Los celos" i en solitari "Coplas del querer" i "En el último minuto". DVD enregistrat en directe des del Palacio Euskalduna de Bilbao per a Tele 5.                                                        |
| 2012-Sony Music                                         | Joana Jiménez                                                                                            | CD Joana Jiménez, en duet amb Joana Jiménez canten el tema "Miéntete" |
| 2012-Sony Music                                         | Enrique Heredia 'Negri'                                                                                  | CD Mano a Mano. Tributo a Manzanero, en duet amb 'Negri' canta el bolero d'Armando Manzanero "Esperaré" |
| 2012-Universal Music                                    | David Peña 'Dorantes'                                                                                    | CD Sin muros, acompanyat al piano de 'Dorantes' canta les alegries "Caracola" |
| 2012-Warner Music                                       | María Toledo                                                                                             | CD Uñas rojas, en duet amb María Toledo canta la cançó "De nada vale" |
| 2012-Fundació Lluita contra la sida                     | Concert Les nostres cançons contra la sida                                                               | CD+DVD Les nostres cançons contra la sida, edició del concert col·lectiu del Palau Sant Jordi de Barcelona de 8 de juny de 2012, Miguel Poveda interpreta El cant dels ocells amb Joan Albert Amargós (piano) y Chicuelo (guitarra)                                |
| 2012-Edició digital web                                 | Homenatge col·lectiu a Chavela Vargas                                                                    | CD La Chamana. Un tributo a Chavela Vargas, canta "Hacia la vida" de Cuco Sánchez |
| 2012-Universal Music                                    | Homenaje internacional a Caetano Veloso en el seu 70è aniversari                                         | CD A tribute to Caetano Veloso, canta el tema "Fuerza extraña" en adaptació en castellà de Pedro Guerra |
| 2012-Sony Music                                         | María Dolores Pradera                                                                                    | CD "Gracias a vosotros". Homenatge a María Dolores Pradera, canta "Fina estampa" de Chabuca Granda en duet amb María Dolores Pradera |
| 2012-Universal Music                                    | Manuel Carrasco                                                                                          | CD Habla II, en duet amb Manuel Carrasco canta el tema "Espera un momento" del cantautor andalús. |
| 2012-TV3                                                | La Marató de TV3 2012 (cd col·lectiu benèfic)                                                            | La Marató de TV3 2012: Gracias a la vida de Violeta Parra, cantada per primera vegada en adaptació catalana de Marc Parrot ("Gràcies a la vida") |
| 2012-Deutsche Grammophon                                | OCNE dirigida per Josep Pons i Viladomat                                                                 | CD Noche de boleros: bolero Vete de mí de Virgilio Expósito i Homero Expósito, amb la participació de Joan Albert Amargós |
| 2013-Parlophone                                         | Antonio Rey                                                                                              | CD Camino al alma: buleria Al tío Morao amb la participació de Diego Carrasco i Diego del Morao en memòria del guitarrista flamenc Moraíto Chico |
| 2014-Fundación SGAE                                     | Obra col·lectiva                                                                                         | CD Todos somos raros (edición digital): Hoy puede ser un gran día, de J.M. Serrat |
| 2014-Sony Music                                         | Pedro Guerra                                                                                             | CD-DVD 20 años Libertad 8: Mi locura |
| 2014-Edición digital                                    | José Carlos Gómez                                                                                        | single Parte de ti |
| 2014-Fods Records                                       | grupo Mushogitano                                                                                        | CD Mushogitano: cançó Ya no puedo más |
| 2014-Sony Music                                         | Joan Manuel Serrat                                                                                       | CD Antología desordenada: cançó El meu carrer |
| 2014-Universal Music                                    | Pitingo                                                                                                  | CD Cambio de tercio: cançó El pordiosero |
| 2014-Roster Music                                       | Ruth Lorenzo                                                                                             | CD Planeta azul: cançó Rey de corazones |
| 2014-Ion Music                                          | Víctor Manuel                                                                                            | CD 50 años no es nada: cançó Asturias |
| 2015-Sony Music                                         | Pasión Vega                                                                                              | CD Pasión por Cano. Edición especial: cançó Dormido entre rosas |
| 2015-La Bodega                                          | Los Mijita                                                                                               | CD Estirpe. De pare a hijos: cançó El Chalao |
| 2015-Sony Music                                         | Obra col·lectiva                                                                                         | CD homenaje Giralunas. Un homenaje a Luis Eduardo Aute: cançó Prefiero amar |
| 2015-Universal Music                                    | Obra col·lectiva                                                                                         | CD homenatge Juanito Valderrama (1916-2016): cançó Novia de un amigo mío |
| 2015                                                    | Juan Gabriel                                                                                             | CD Los dúo 2: cançó Muriendo de amor |
| 2015                                                    | Daniel Casares                                                                                           | CD Picassares: cançó Prefiero amar |
| 2015                                                    | Trini de la Isla                                                                                         | CD Mi sueño: cançó Pregón del marisquero |
| 2016                                                    | Pedro Guerra i Joaquín Sabina (Obra col·lectiva)                                                         | CD 14 de ciento volando de catorce: cançó A Sabicas |
| 2016                                                    | Obra col·lectiva                                                                                         | B.S.O. Tarde para la ira: cançó Quiero |
| 2016                                                    | María Mezcle                                                                                             | CD Desnuda: cançó Cuando te recuerdo |
| 2016                                                    | Las Migas                                                                                                | CD Vente conmigo: cançó Ojos grandes |
| 2016                                                    | Ara Malikian                                                                                             | CD The incredible history of violin: cançó Balada para un violín |
| 2016                                                    | Manuel Carrasco                                                                                          | CD Tour Bailar el viento. Una noche olímpica: cançó Menos mal |
| 2017                                                    | Vicente Amigo                                                                                            | CD Memoria de los sentidos: cançons Tientos del candil i Réquiem. |
| 2017                                                    | Diego Carrasco                                                                                           | CD No m'arrecojo. 50 años en familia: cançó Alfileres de colores |
| 2017                                                    | Manuel Cortés                                                                                            | CD Algo de mí: cançó Guardemos el secreto |
| 2017                                                    | Patricia Sosa y Chucho Valdés                                                                            | CD ONCE: Concierto para dos: cançó Marcada a fuego |
| 2017                                                    | Ana Belén                                                                                                | CD Dual: cançó Donde pongo la vida pongo el fuego |
| 2017                                                    | Alejandro Sanz                                                                                           | CD Más es más: cançó Siempre es de noche |
| 2018                                                    | Dani de Morón                                                                                            | CD 21: cançó Guajira |
| 2018                                                    | Alfredo Tejada                                                                                           | CD Sentidos del alma: canción Casa Manteca |
| 2018                                                    | Magos Herrera & Brooklyn Rider                                                                           | CD Dreamers: cançons La aurora de Nueva York. |
| 2018                                                    | Saúl Quirós                                                                                              | CD Fin de fiesta: cançó Homenaje a Carmen Amaya |
| 2018                                                    | Niña Pastori                                                                                             | CD Realmente volando: cançó Ya no quiero ser |
| 2018                                                    | Coro Hermandad Rocío de Triana                                                                           | CD No es obra humana: cançó Triana entre las manos |
| 2018                                                    | Manuel Muñoz                                                                                             | CD En cuarentena: cançó Tal vez |
| 2019                                                    | Alessio Arena                                                                                            | single digital: cançó El hombre que quiso ser canción |
| 2019                                                    | El Arrebato                                                                                              | CD Abrazos: cançó Primaveras en el pelo |
| 2019                                                    | María Jiménez y Miguel Poveda                                                                            | single digital: cançó ¡Qué felicidad la mía! |
| 2020                                                    | Obra colectiva                                                                                           | CD ¡Viva Carlos Cano!: cançó Casida de los ramos |
| 2020                                                    | José Antonio Rodríguez                                                                                   | CD McCadden Place: cançó El llanto de un ángel i No es lo mismo |
| 2020                                                    | María Jiménez                                                                                            | CD La vida a mi manera: cançó ¡Qué felicidad la mía! |
| 2021                                                    | José Luis Montón                                                                                         | CD Flamenco & Classica: cançó Me refugio en tu luz |
| 2021                                                    | Javier Limón                                                                                             | CD Hombres de fuego: cançó Arde |
| 2021                                                    | Toni Zenet                                                                                               | CD Zenetianos: cançó Qué será |
| 2021                                                    | David de Arahal                                                                                          | CD Mar verde: Ven acá y llora conmigo (petenera) |
| 2021                                                    | Esperanza Fernández                                                                                      | CD Se prohíbe el cante: cançó Repompa y Pastora |
| 2021                                                    | Manolo Sanlúcar                                                                                          | DVD en formato digital La guitarra flamenca - 3 temes: Coge la pluma y escribe, Se me apareció la muerte i De la Peñaranda |
| 2021                                                    | Luis Fernando Borjas & D'Total Zulianidad                                                                | CD Una misma historia: cançó Mi dulce amor |
| 2021                                                    | B.S.O. Sevillanas de Brooklyn                                                                            | cançó El mundo al revés |
| 2021                                                    | Julia Medina                                                                                             | CD Epicentro: La cuarta parte |
| 2022                                                    | Kiko Peña                                                                                                | CD Sueños: Aroma de mujer |
| 2022                                                    | María José Santiago                                                                                      | CD 40 María José Santiago: Romance de Curro el Palmo |
| 2022                                                    | Manuel Fernández                                                                                         | CD Tesoro de coplas: Tu pena es mi pena |
| 2023                                                    | Antonio José                                                                                             | Cd El Pacto: El plan |
| 2023                                                    | Marwan                                                                                                   | CD Canciones para una urgencia: La ecuación |
| 2023                                                    | Sole Giménez                                                                                             | CD ¡Celebración! Concierto en directo: Tus cartas son un vino |
| 2023                                                    | Lorena Gómez                                                                                             | CD Me vuelvo a la vida: Si yo pudiera verte |
| 2023                                                    | Juan Ramón Caro                                                                                          | CD Caríssimo: La Unión, 1993 |
| 2023                                                    | Carmen Linares                                                                                           | CD Cantaora, 40 años de flamenco: La Zarzamora |
| 2024                                                    | Rycardo Moreno                                                                                           | CD Concierto nº 1 para guitarra y orquesta: Azul |

## Premis
| Any  | Premi |
| ---- | --- |
| 1993 | 33 Festival del Cante de las Minas i de La Unión (Múrcia): "Lámpara Minera", a més de "La Cartagenera", "La Malagueña" i "La Soleá". |
| 2000 | Premis Grammy Llatins 2000: Nominació al Millor album de flamenc per a Suena flamenco |
| 2003 | Premi Ciutat de Barcelona de Música per Qawwali Jondo i Poemas del Exilio de Rafael Alberti. |
| 2006 | Premi ARC 2006 (Associació Professional de Representants, Promotors i Mànagers de Catalunya) en la categoria de Músiques del Món. |
| 2006 | Guanyador del IX Premi Puig-Porret del periodisme musical de Catalunya 2006 per Desglaç |
| 2006 | XIV Biennal de Flamenc de Sevilla 2006 - 2 "Giraldillos": Giraldillo al cant: Miguel Poveda i Giraldillo Momento Mágico Bienal 2006: A les sevillanes de l'espectacle Tierra de calma (Miguel Poveda, Eva Yerbabuena, Dorantes, Paco Jarana).                   |
| 2007 | Concurs Internacional de "Cante Flamenco Ciudad de Puertollano" - Reconeixement a Miguel Poveda, a la joventut excel·lent en la divulgació de l'art del flamenc arreu.                                                                                          |
| 2007 | Premis Flamenco Hoy - Tierra de calma: Millor disc de flamenc per a la crítica especialitzada - Revista "Flamenco Hoy" |
| 2007 | Premi "El Público" de Flamenc a Miguel Poveda per Tierra de calma - Canal Sur Radio |
| 2007 | 4º Premis Revista "De Flamenco" - "Lo mejor de 2006" (enquesta en votació popular):Premi al Millor disc de flamenc per Tierra de calma, Premi al Millor disc de flamenc per Tierra de calma i Premi Millor espectacle de flamenc en directe per Tierra de calma |
| 2007 | XI Premis de la Música d'Espanya - 2 nominacions: Nominació a la Millor Cançó per Buenas intenciones i Nominació al Millor Album de Flamenc per Tierra de calma                                                                                                 |
| 2007 | Premis Grammy Llatins 2007: Nominació al Millor album de flamenc per Tierra de calma |
| 2007 | Premio Nacional de Música d'Espanya - Interpretació (Ministeri de Cultura d'Espanya) |
| 2008 | Premi del Públic al seu espectacle Sin frontera - Festival de Flamenc de Jerez |
| 2008 | Premi Honorífic ‘Castillete de Oro'- Festival Internacional del "Cante de las Minas en La Unión (Murcia)" |
| 2008 | Premi Nacional de Cante - Cátedra de Flamencología de Jerez de la Frontera |
| 2008 | XV Biennal de Flamenc de Sevilla 2008 - Giraldillo Momento Mágico Bienal 2008: Moment màgic de la Biebnal 2008: “A l'arrancament i desenvolupament de la soleà final de Tórtola Valencia, de Isabel Bayón, interpretada per Matilde Coral i Miguel Poveda".     |
| 2009 | Premi Patriarca Flamenco concedit a Múrcia per Caja Mediterráneo i l'"Asociación Flamenca de la Universidad de Murcia (UMU)". |
| 2009 | Premi "Camarón de Oro 2009" concedit per la "Peña Cultural Flamenca Camarón de la Isla de San Fernando (Cadis)" |
| 2009 | Premis Grammy Llatins 2009: Nominació al Millor album de flamenc per Coplas del querer |
| 2010 | XIV Premis de la Música d'Espanya - 3 premis a Coplas del querer: Millor àlbum, Millor àlbum de cançó espanyola i Millor Arrenjador a Joan Albert Amargós |
| 2011 | Premi Nacional de Cultura de Catalunya, categoria Música (Premi Nacional de Música). |
| 2012 | Medalla de Andalucía 2012 |
| 2012 | Trofeu Pencho Cros, corresponent a la XIII Convocatòria Cultural Internacional, modalitat 'Premio Discográfico' per 'arteSano', en el "Festival del Cante de las Minas" 2012 de La Unión (Múrcia)                                                               |
| 2013 | Premis Grammy Llatins 2013: Nominació al Millor album de música flamenca per Real |
| 2013 | Premi "Flamenco hoy" 2012 al millor dvd per Real |
| 2013 | Premi "Embajador de Sevilla", Premis En Portada del diari ABC Sevilla |
| 2013 | Premi Christa Leem a Barcelona (Grup "Un dels nostres") |
| 2013 | Menció especial a la 60ª edició dels Premis Ondas (Barcelona) |
| 2015 | Premis Grammy Llatins 2015: Nominació al Millor àlbum flamenc per Sonetos y poemas para la libertad |
| 2016 | Fill Predilecte de la ciutat de Badalona (Barcelona) |